# Aldo Montano (ur. 1978)
Aldo Montano (ur. 18 listopada 1978 w Livorno) – włoski szablista, pięciokrotny medalista olimpijski, wielokrotny medalista mistrzostw świata i Europy.
W 1997 roku zdobył brąz indywidualnie na mistrzostwach świata juniorów na Teneryfie.
Na igrzyskach olimpijskich w Atenach w 2004 roku wywalczył złoty medal indywidualnie, w finale pokonując Węgra Zsolta Nemcsika 15:14. Na tej samej imprezie Włosi w składzie: Aldo Montano, Giampiero Pastore i Luigi Tarantino zdobyli srebrny medal drużynowo. Na rozgrywanych cztery lata później igrzyskach w Pekinie razem z Diego Occhiuzzim, Giampiero Pastore i Luigim Tarantino zajął trzecie miejsce w drużynie. Wynik ten reprezentacja Włoch w składzie: Aldo Montano, Diego Occhiuzzi, Luigi Tarantino i Luigi Samele powtórzyła podczas igrzysk olimpijskich w Londynie w 2012 roku. Indywidualnie Montano zajął tam dziewiątą pozycję. Z igrzysk olimpijskich w Rio de Janeiro w 2016 roku wrócił bez medalu. Wystartował tylko w zawodach indywidualnych, w których uplasował się na jedenastej pozycji. Brał też udział w igrzyskach olimpijskich w Tokio, gdzie razem z Lucą Curatolim, Luigim Samele i Enrico Berrè wywalczył srebrny medal w drużynie. 
Wielokrotnie zdobywał medale mistrzostw świata w drużynie, w tym złoty na MŚ w Moskwie (2015), srebrne podczas MŚ w Lizbonie (2002), MŚ w Antalyi (2009), MŚ w Paryżu (2010) i MŚ w Wuxi (2018) oraz brązowe na MŚ w Petersburgu (2007), MŚ w Katanii (2011) i MŚ w Budapeszcie (2019). Ponadto zdobył trzy medale indywidualnie: złoty na MŚ w Katanii (2011), srebrny na MŚ w Petersburgu (2007) oraz brązowy podczas MŚ w Hawanie (2003).
Podczas mistrzostw Europy w Zalaegerszeg w 2005 roku wywalczył złoty medal w turnieju indywidualnym. Wielokrotnie zdobywał medale w rywalizacji drużynowej: złote na ME w Płowdiwie (2009), ME w Lipsku (2010), ME w Sheffield (2011) i ME w Zagrzebiu (2013), srebrne na ME w Moskwie (2002), ME w Bourges (2003), ME w Montreaux (2015), ME w Tbilisi (2017) i ME w Nowym Sadzie (2018) oraz brązowy na ME w Düsseldorfie (2019).
Jego ojciec Mario Aldo, kuzyni Carlo, Mario Tullio i Tommaso oraz dziadek Aldo także byli szermierzami. 